# Emmelina argoteles
Emmelina argoteles is een vlinder uit de familie vedermotten (Pterophoridae). De wetenschappelijke naam is voor het eerst geldig gepubliceerd in 1922 door Meyrick.
De soort komt voor in Europa.